# 문목하
문목하는 대한민국의 소설가이다. 2018년 장편소설 《돌이킬 수 있는》으로 데뷔하였다. 한국과학소설작가연대 회원이다.

## 학력
초등학교 때부터 글을 썼고, 중학교 때 공모전에 작품을 냈다. 사범대를 졸업한 후 잠시 교육업계에서 일하다가, 웹진 크로스로드에 중단편 SF를 투고하였다. 2018년 싱크홀 재난을 소재로 한 장편 《돌이킬 수 있는》을 발표하였고, 문화체육관광부가 시행하는 ‘2019 문학나눔’ 사업에서 우수문학도서로 선정되었다.

## 저작 목록
- 돌이킬 수 있는(2018)
- 유령해마(2019)